# نايجل نوبل
نايجل نوبل (بالإنجليزية: Nigel Noble)‏ هو مهندس ومنتج أفلام ومهندس الصوت ومخرج بريطاني، ولد في 1943 في بلاكبول في المملكة المتحدة.

## وصلات خارجية
- نايجل نوبل على موقع IMDb (الإنجليزية)
- نايجل نوبل على موقع ألو سيني (الفرنسية)
- نايجل نوبل على موقع أول موفي (الإنجليزية)
- نايجل نوبل على موقع قاعدة بيانات الأفلام السويدية (السويدية)
- نايجل نوبل على موقع قاعدة بيانات الفيلم (الإنجليزية)
- نايجل نوبل على موقع كينوبويسك (الروسية)